# У твоїх руках
«У твоїх руках» (дан. Forbrydelser) — драматичний фільм данської режисерки Аннетти К. Олесен, знятий у 2004 році. Світова прем'єра стрічки відбулася 23 січня 2004 року в Данії. Фільм є тридцять четвертим з відзнятих у рамках руху «Догма 95»

## Сюжет
Анна недавно закінчила богословський факультет. Вона одружена з Франком, уже кілька років вони безуспішно намагалися завести дитину. Але після того, як Анна приймає пропозицію тимчасово попрацювати тюремною капеланкою жіночого відділення, її життя міняється назавжди. Як духовна наставниця вона знайомиться з Кейт, яку недавно перевели з іншої в'язниці. Кейт відразу ж займає особливе становище у в'язниці. Вона загадкова жінка і мало розповідає про своє минуле та злочин. Кейт володіє особливим даром: Маріон вона позбавляє від наркозалежності. Анна дізнається, що вагітна, але її радість виявляється короткою: плід страждає хромосомним дефектом, наслідку якого не може передбачити жоден лікар. Перед Анною постає складний вибір. Чи зробити їй аборт, як радять лікарі? Чи покластися їй на свого Бога? Або варто звернутися за допомогою до Кейт, яка, можливо, зуміє щось зробити?

## У ролях
- Анна Елеонора Йорґенсен — Анна
- Тріне Дюргольм — Кейт
- Миколай Копернікус — Генрік
- Соня Ріхтер — Маріон

## Нагороди
Загалом стрічка отримала 8 нагород, зокрема:
- Зулу (2004)
  - Нагорода «Зулу» у номінації «Найкраща акторка другого плану»
- Міжнародний кінофестиваль у Сан-Паулу (2004)
  - Міжнародний приз журі — Схвальний відгук

## Номінації
Загалом стрічка отримала 16 номінацій, зокрема:
- Берлінський кінофестиваль (2004)
  - «Золотий ведмідь»
- Міжнародний кінофестиваль у Сан-Паулу (2004)
  - Міжнародний приз журі
- Паризький кінофестиваль (2005)
  - «Ґран-прі»